# 生態化学量論
生態化学量論（せいたいかがくりょうろん、英:Ecological stoichiometry）は、エネルギーと元素の収支が生物のシステムにどのような影響を与えるかを研究するものである。より広い意味では生物化学量論（Biological stoichiometry）と呼ばれる。化学量論と同様に、生態化学量論は物質収支の制限に基づき、生物と生態系内でのその相互作用に適用される。具体的には、エネルギーと元素の収支がどのように影響し、この収支が生物とその相互作用によってどのように影響を受けるのか、ということである。生態化学量論の概念は、リービッヒ、ロトカ、レッドフィールドによって作られた物質収支の制限に関する初期の言及があり、生態学の中で長い歴史を持っている。これらの初期の概念は、生物の元素生理学を食物網の相互作用や生態系の機能と明確に結びつけるよう拡張されている。 

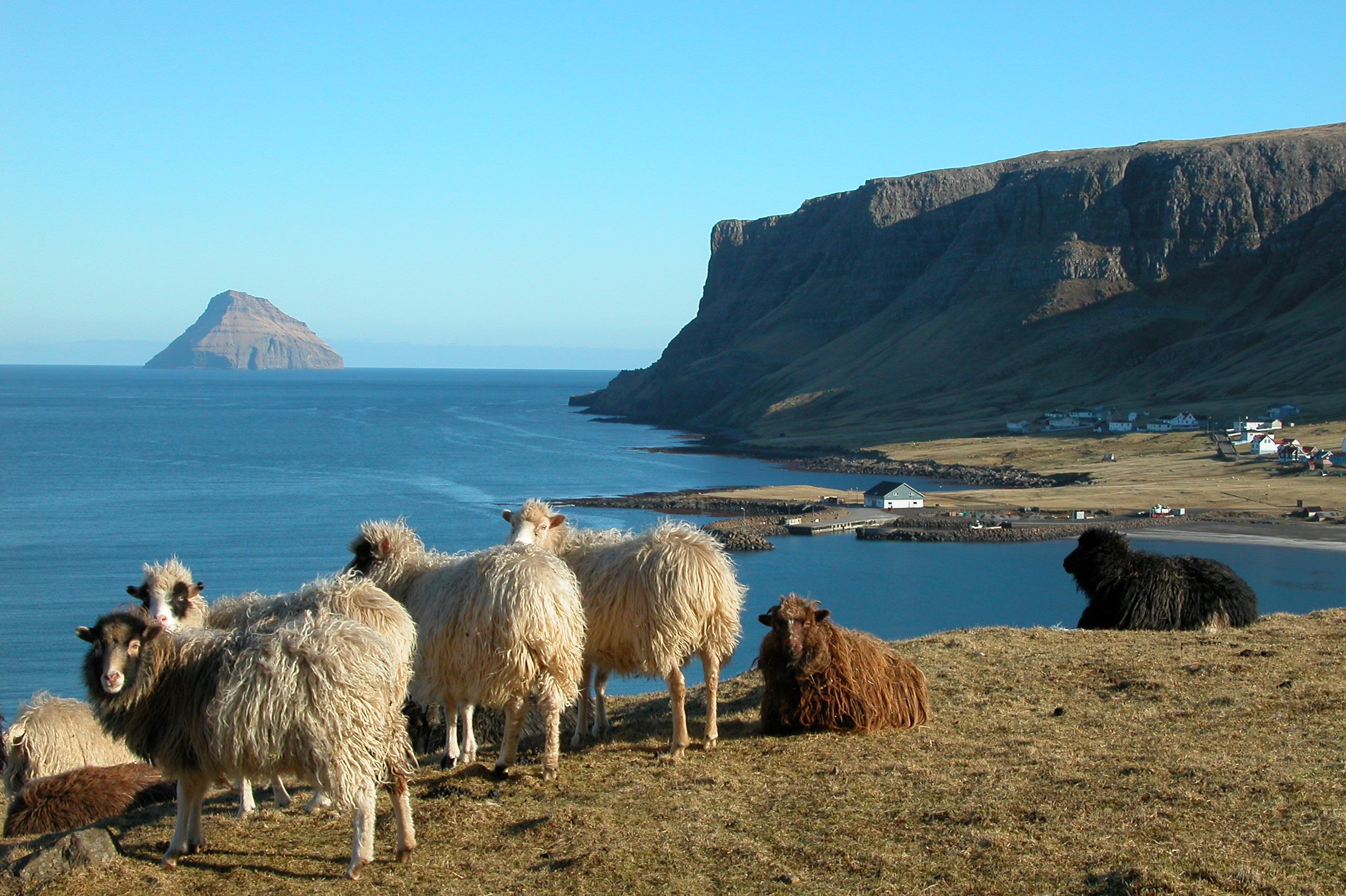
羊は、窒素とリンの濃度に対して炭素の濃度が高い（すなわち、C:N:Pの比率が高い）植物組織を食べる。成長および発育のために、羊の組織は、食べた植物よりも窒素およびリンに関してより少ない炭素（すなわち、C:N:Pの低い比率）を必要とする。生物の成長と発育は、不均衡な化学量論によって制限される可能性がある。食物中の化学元素の割合の不均衡が、生理学的に重要な有機分子の割合を反映する。

生態化学量論のほとんどの研究は、生物とその資源との間の界面に焦点を当てている。この界面は、植物とその栄養素の間であれ、大型の草食動物と草の間であれ、各部分の元素組成の劇的な違いによって特徴づけられることが多い。生物の元素要求と資源の元素組成との間の違い、またはミスマッチは元素の不均衡をもたらす。組織の炭素：窒素比（C:N）が約5であるにもかかわらず、C:N比が300から1000の木材を摂取するシロアリを考えてみよう。生態化学量論はまず問いかける。 
1. なぜ元素の不均衡が自然に生じるのか？
2. 消費者の生理や生活史は、元素の不均衡によってどのように影響を受けるのか？
3. 生態系プロセスへの影響は？

元素の不均衡は、そのような高分子、細胞小器官、組織の種類と量の違いなど、生物の生物学的構成の違いに関連する複数の生理学的および進化の理由のために発生する。生物はその生物学的構成の適応性に違いがあり、そのため生物がその資源の変動にもかかわらず一定の化学組成を維持することができる程度に違いがある。資源の変動は、必要とされる資源の種類、時空間でのそれらの相対的な利用可能性、およびどのように取得されるかに関連している可能性がある。資源の化学組成や利用可能性の変化にもかかわらず内部の化学組成を維持する能力は、化学量論的恒常性と呼ばれている。一般的な生物学的恒常性の概念と同様に、元素の恒常性は、ある生物学的に秩序のある範囲内で元素組成が維持されることを意味する。藻類や維管束植物などの光栄養生物は、元素組成において非常に広い範囲の生理的柔軟性を示すことができるため、比較的弱い化学量論的恒常性を有する。対照的に、多細胞動物のような他の生物は、完全に近い恒常性を有しており、これらの生物は、異なる化学組成を有すると考えることができる。例えば、湖の浮遊有機物（藻類、バクテリア、デトリタス）の炭素とリンの比率は100から1000の間で変化するが、甲殻類の動物プランクトンであるミジンコのC:P比率は80:1とほぼ一定である。植物と動物の間の化学量論的恒常性の一般的な違いは、消費者と資源の間に大きく変動的な元素の不均衡をもたらす可能性がある。 
生態化学量論は、生物の化学物質含有量がどのように相互関係を形成しているかを発見しようとするものである。生態化学量論は、生態系全体における栄養塩のリサイクル、資源競争、動物の成長、栄養塩の制限パターンの研究に応用されてきた。世界の海のレッドフィールド比は、化学量論の原理を生態学に応用した非常に有名な例である。生態化学量論は、リボソームのP含有量のような細胞以下のレベルでの現象や、地球の大気の酸素含有量のような生物圏全体のレベルでの現象も考慮している。 
これまでに、生態化学量論の研究フレームワークは、人の微生物叢研究、癌研究、食物網相互作用、個体群動態論、生態系サービス、農作物の生産性およびミツバチの栄養など、生物学、生態学、生化学、人間の健康に関する様々な分野の研究に影響を与えてきた。     